# 巴特克洛斯特劳斯尼茨
巴特克洛斯特劳斯尼茨（德語：Bad Klosterlausnitz）是德国图林根州的一个市镇。总面积16.59平方公里，总人口3495人，其中男性1697人，女性1798人（2011年12月31日），人口密度211人/平方公里。